# Dubtronica
Dubtronica es el nombre dado a los diferentes géneros musicales que combinan música electrónica y dub. El origen de esta concepción se cree que puede estar tanto en el dub experimetnal de On-U Sound Records y Mad Professor en los años 1980, como en el glitch techno desarrollado en Alemania en los años 1990. El término no está universalmetne aceptado, ni por los artistas ni por los oyentes, optando muchos por llamar a la música simplemente "dub" o "techno dub".
La dubtronica consiste en beats electrónicos tocados de modo relajado. Tiene una velocidad más reducida que el techno y generalmente un sonido más cálido. El género es repetitivo pero requiere de una escucha atenta del oyente. Como en el dub jamaiquino, las atmósferas que crean son primordiales. Algunos temas utilizan toasters o cantantes.

## Músicos significativos
Los músicos y productores alemanes del entorno Basic Channel, y otros como Pole, están considerados como los más significativos del género.[cita requerida]

## Artistas relacionados
- Adrian Sherwood
- Banco de Gaia
- Basic Channel
- Bill Laswell
- Blue Daisy
- Kevin Martin
- Deadbeat
- Deepchild
- Deepchord
- Demdike Stare
- DigiDub
- Dubagroova
- Dublicator
- Dubrizona
- Dub Syndicate
- Dub Tractor
- Dubinci sound
- Dubtronic Science
- Fat Freddy's Drop
- Fenin
- Groove Corporation
- International Observer
- Intrusion
- Kit Clayton
- Loop Guru
- Meteo
- MADDUB
- The Orb
- Ocralab
- Ott
- Peverelist
- Pole
- Rhythm & Sound
- Roy Harter
- Sandoz
- Sigha
- Sub Dub
- Syncom Data
- Thievery Corporation
- Tsunami Wazahari
- Thomas Fehlmann
- Woob
- Yomgaille
- Youandewan

## Géneros relacionados
- Dub
- Techno
- Dubstep
- Trip hop
- Reggae
- Hip hop
- Glitch
- Ambient